# Tom Gordon, segíts!
A Tom Gordon, segíts! (The Girl Who Loved Tom Gordon) Stephen King amerikai író 1999-ben megjelent regénye. Magyarul először az Európa Könyvkiadónál jelent meg a regény, Müller Bernadett fordításában, 2000-ben.

## Cselekmény
|  | Alább a cselekmény részletei következnek! |

A regény a kilencéves Trisha McFarlandról szól, aki egy kiránduláson szem elől veszíti édesanyját és bátyját a maine-i erdőségben és eltéved. Egyetlen társa egy rádió, amelyen estéről estére hallgatja a baseball-meccsközvetítéseket. A nagy Red Sox-rajongó kislány kedvence Tom Gordon, aki még arra is képes, hogy az utolsó pillanatokban megfordítson egy vesztésre álló meccset.
Trishának szüksége is van a rádió és Tom Gordon „társaságára”, hiszen az erdőben számos veszély és kísérteties lény leselkedik rá.
|  | Itt a vége a cselekmény részletezésének! |

## Magyarul
- Tom Gordon, segíts!; ford. Müller Bernadett; Európa, Bp., 2000